# Jemen hívójelkörzetei
Jemen jelenleg (2024) nincs felosztva hívójelkörzetekre.
Jemen számára az ITU a 7O hívójelprefixet határozta meg.
| Prefix | Körzet | Hely/jelleg | ITU zóna | CQ zóna | 1 szintű QTH lokátor |
| ------ | ------ | ----------- | -------- | ------- | -------------------- |
| 7O     | [0..9] | Jemen       | 39       | 21      | LL                   |
| 4W     | [0..9] | Kivezetve   | 39       | 21      | LL                   |

## Lajstromjel
Vízi és légi járművek lajstromjelezéséhez a 7O prefixet használják.